# Порожні руки
Порожні руки (англ. Empty Hands) — американська мелодрама режисера Віктора Флемінга 1924 року.

## У ролях
- Джек Голт — Грімшоу
- Норма Ширер — Клер Ендікот
- Чарльз Клері — Роберт Ендікот
- Гейзел Кінер — місіс Ендікот
- Гертруда Олмстед — Тіпсі
- Ремсі Воллес — Монті
- Ворд Крейн — Мілт Біснет
- Чарльз Стівенс — індіанський вождь
- Генк Манн — Спрінг Вотер
- Чарльз Грін — дворецький